# Budynki mieszkalne przy ulicy Mikołaja Reja 4, 6, 8 we Wrocławiu

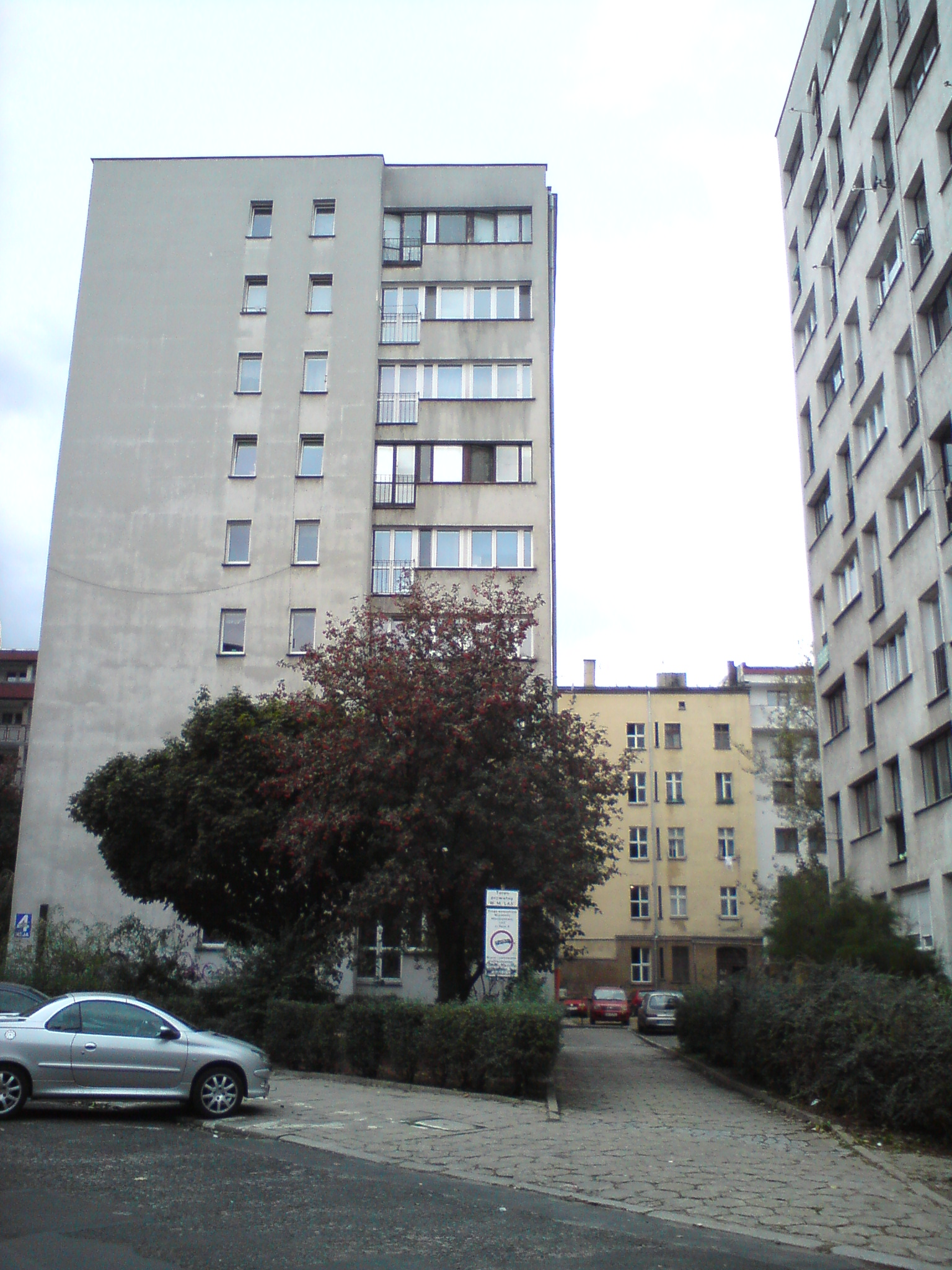
Budynek pod nr 4

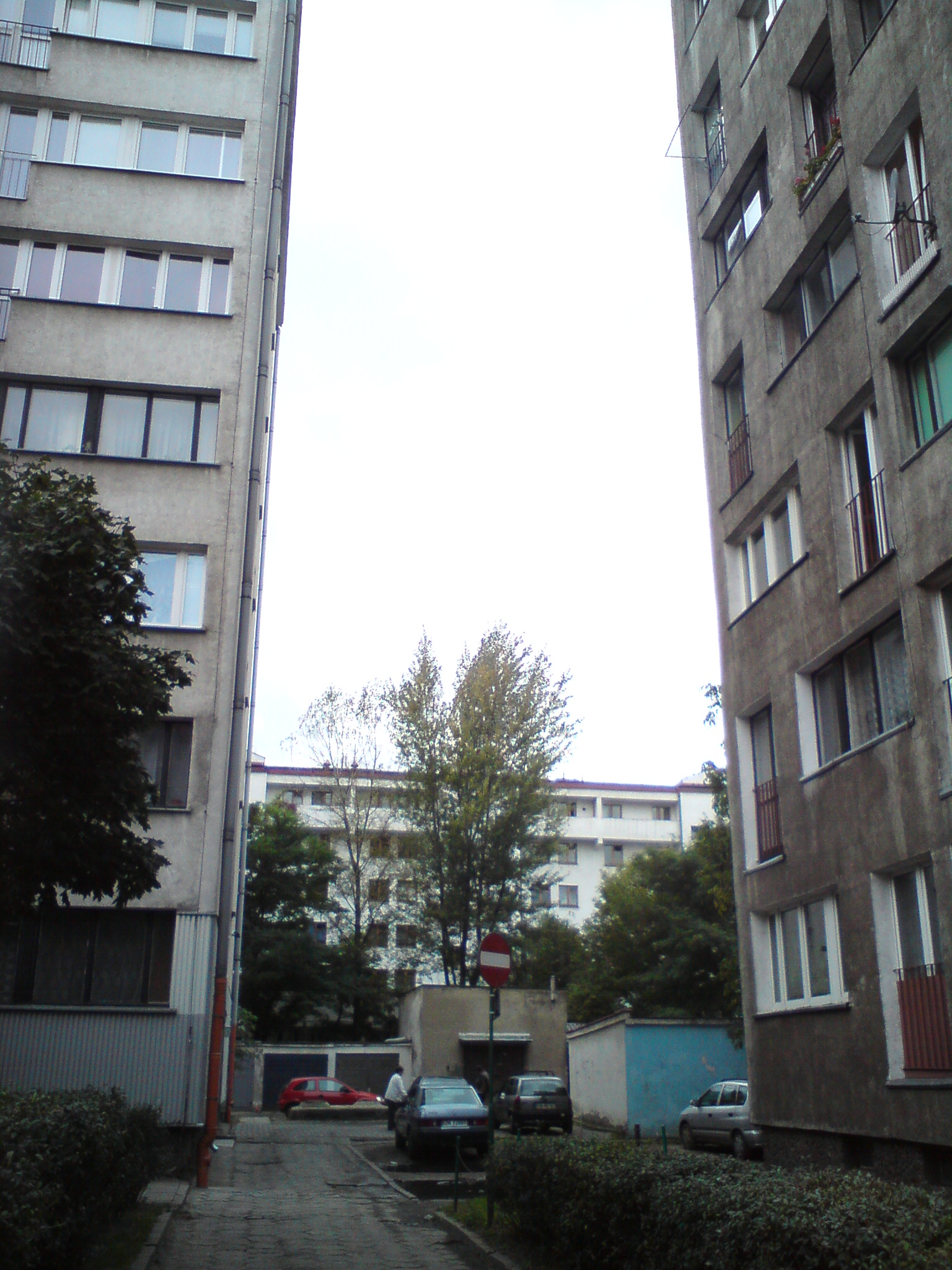
Wjazd między nr 6 i 8

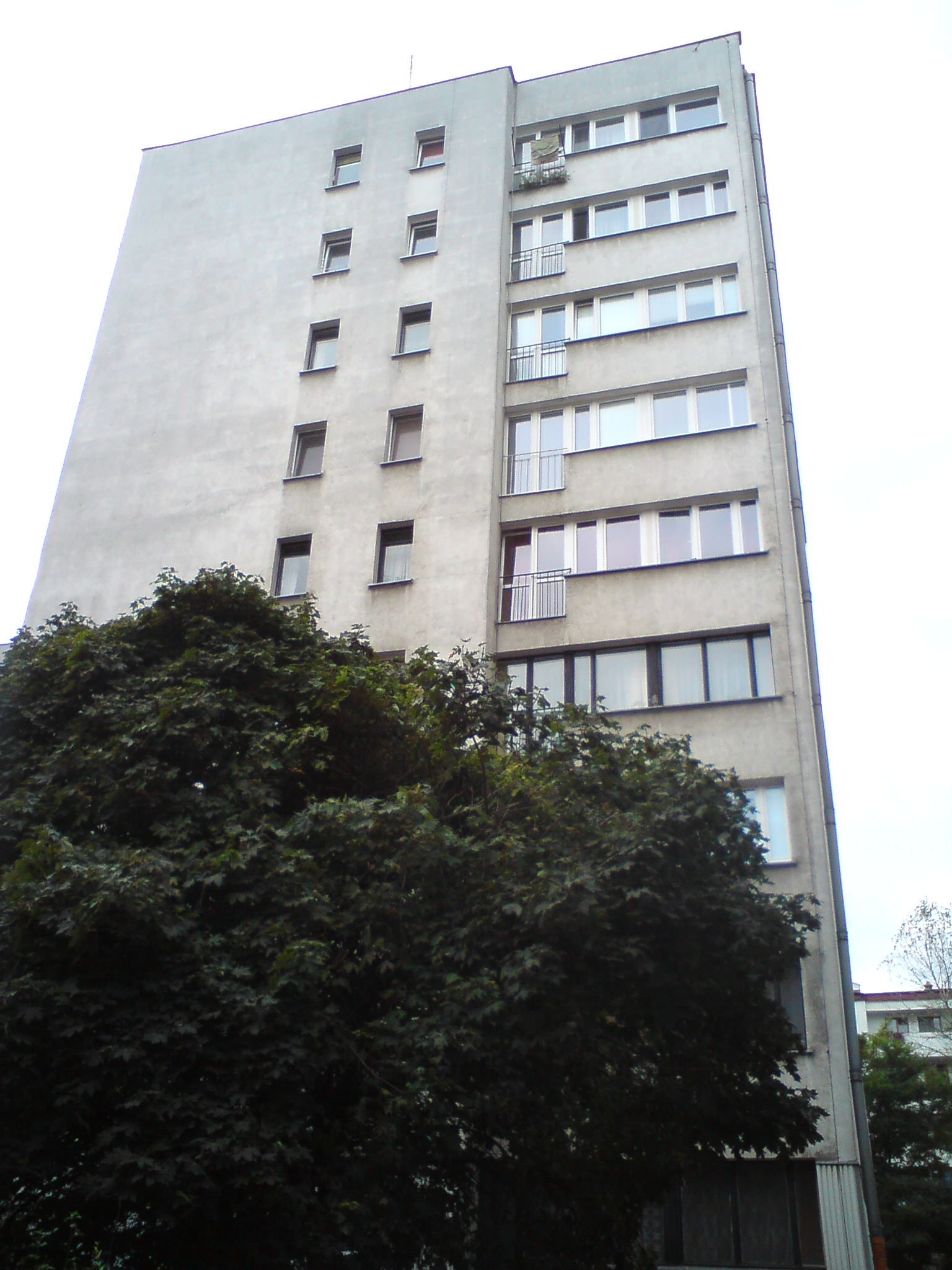
Budynek pod nr 6

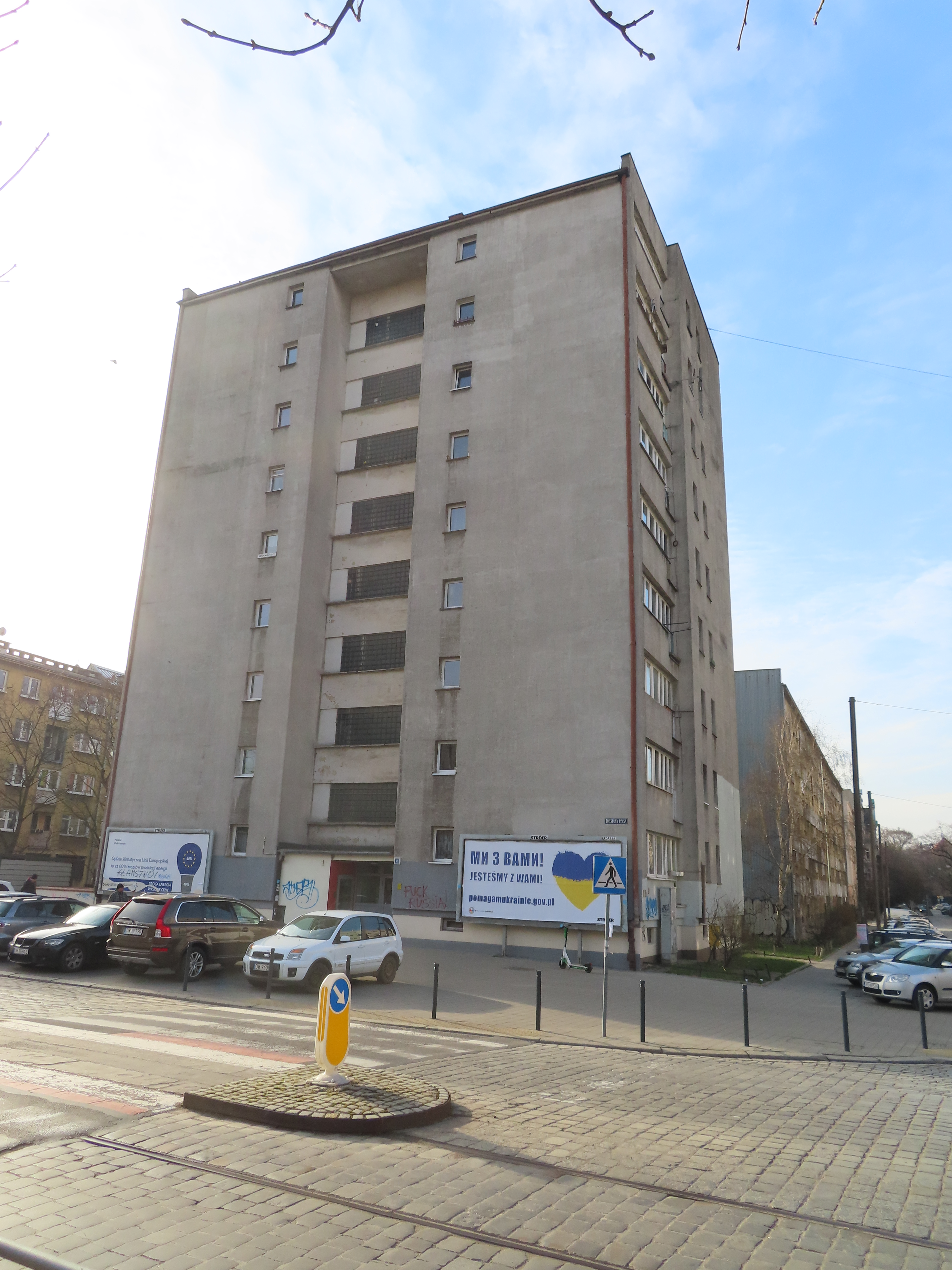
ul. B. Prusa 25

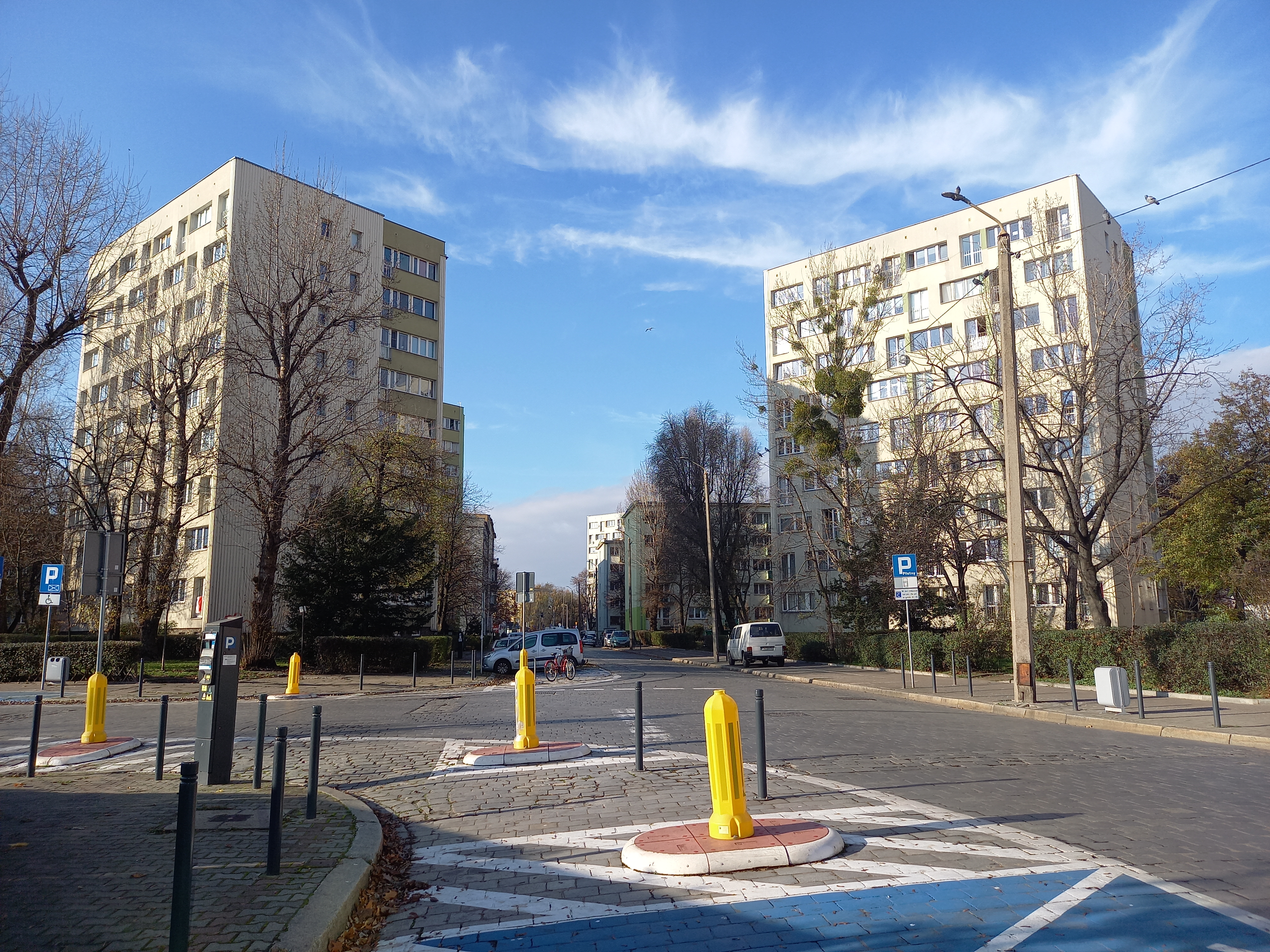
ul. Kolejowa 22 (po lewej) i ul. Prosta 31 (po prawej)

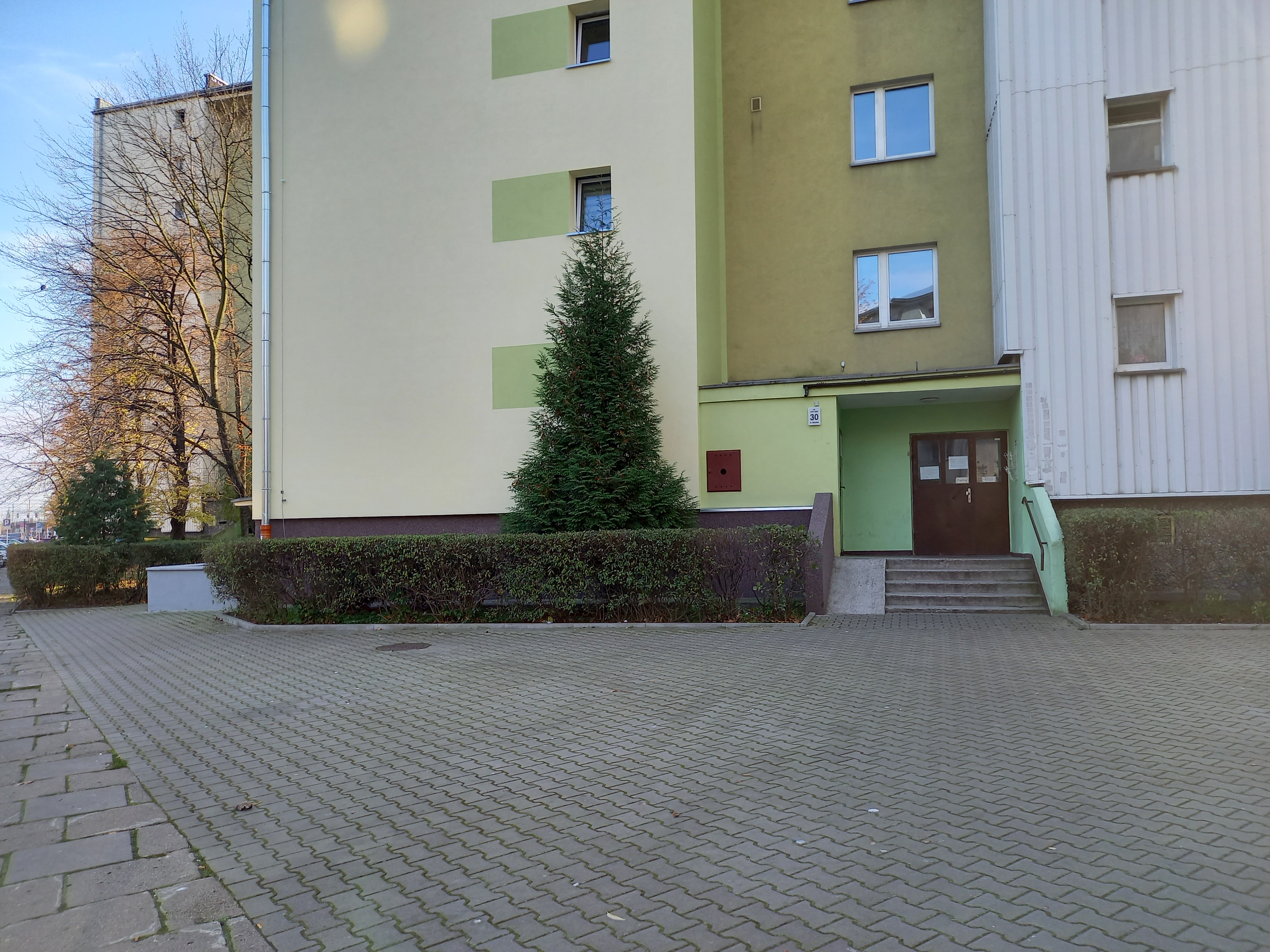
ul. Kolejowa 30

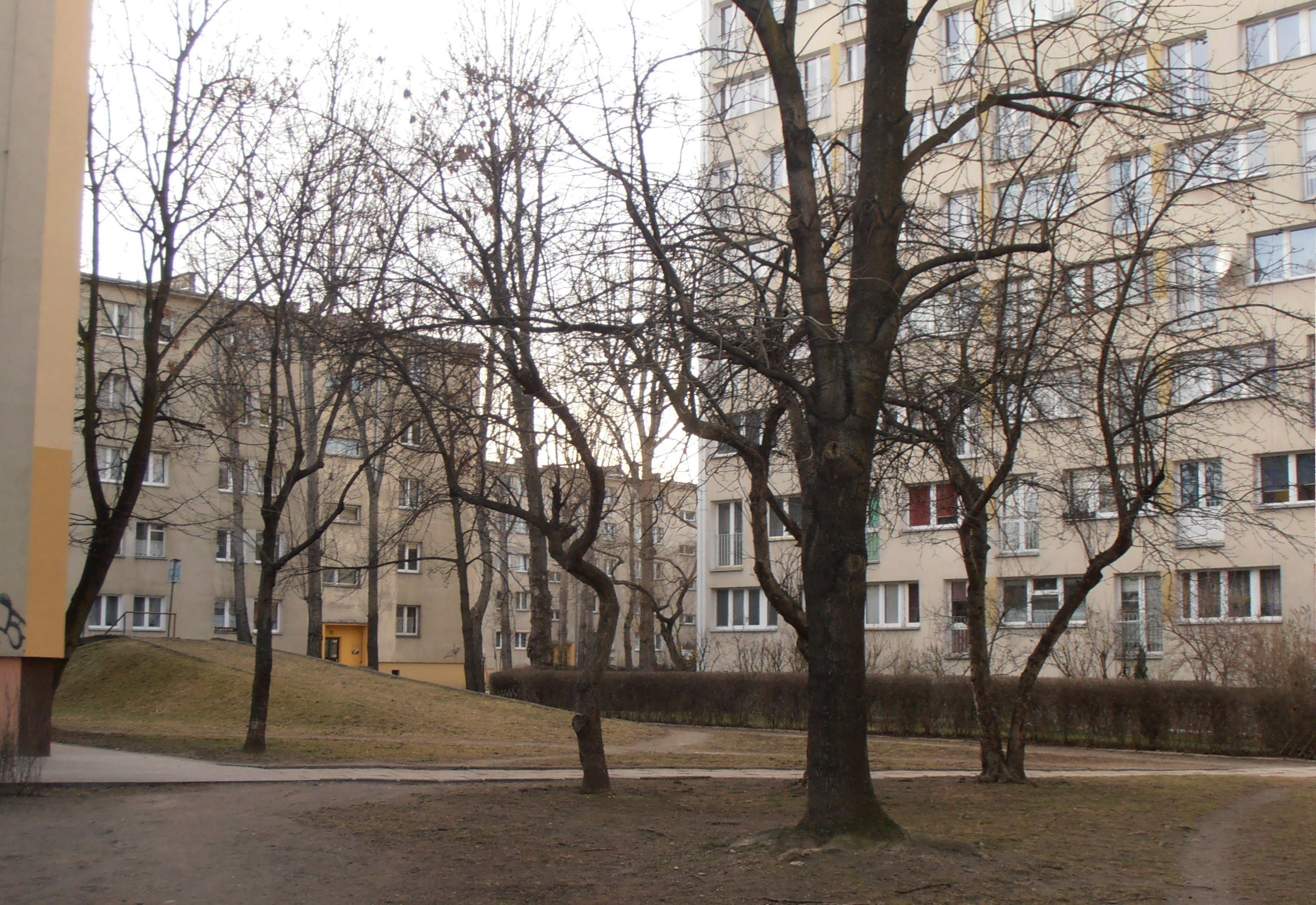
ul. Kolejowa 30

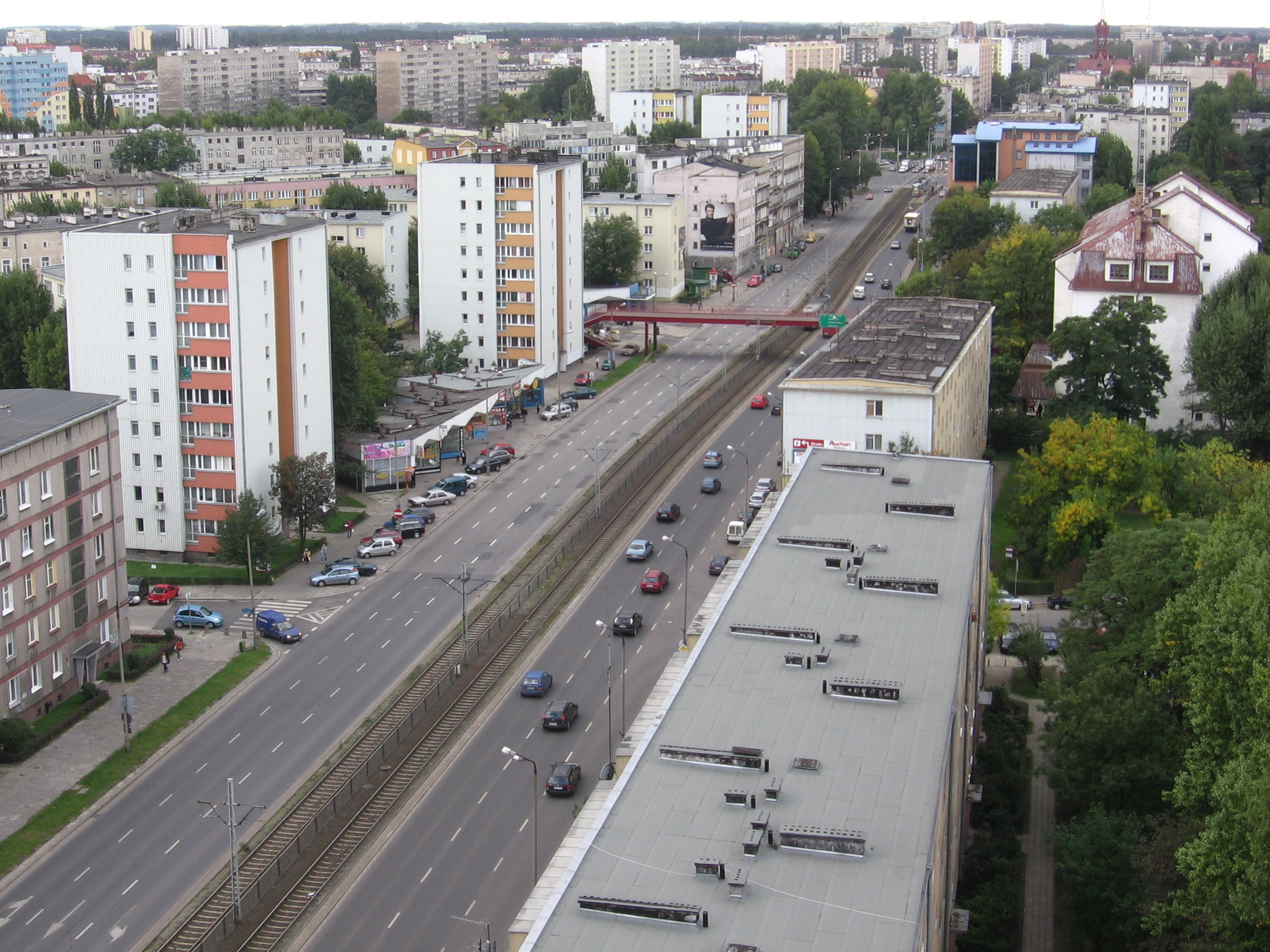
ul. Grabiszyńska 18, 36, w tle 52 i 54

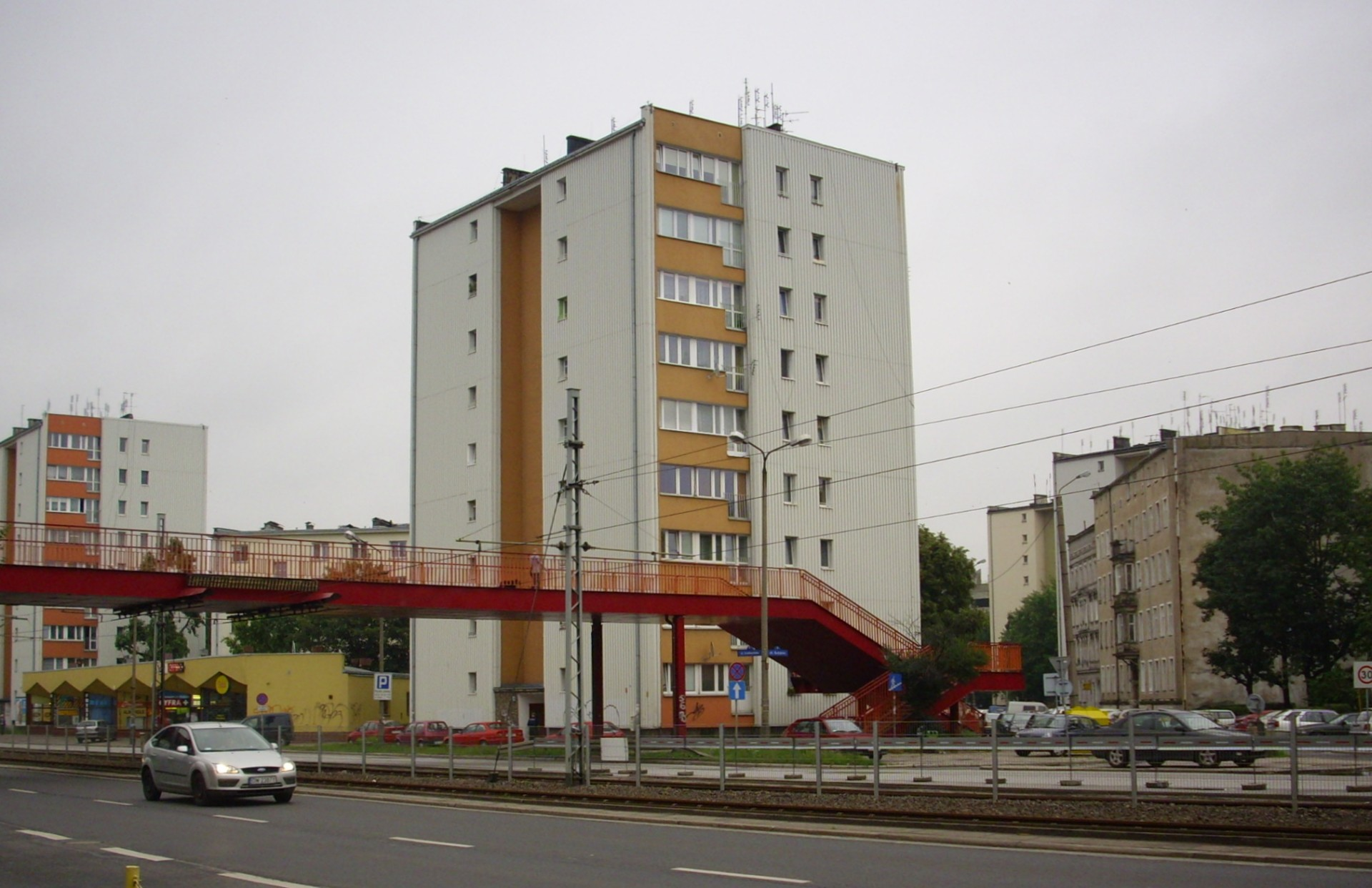
ul. Grabiszyńska 36

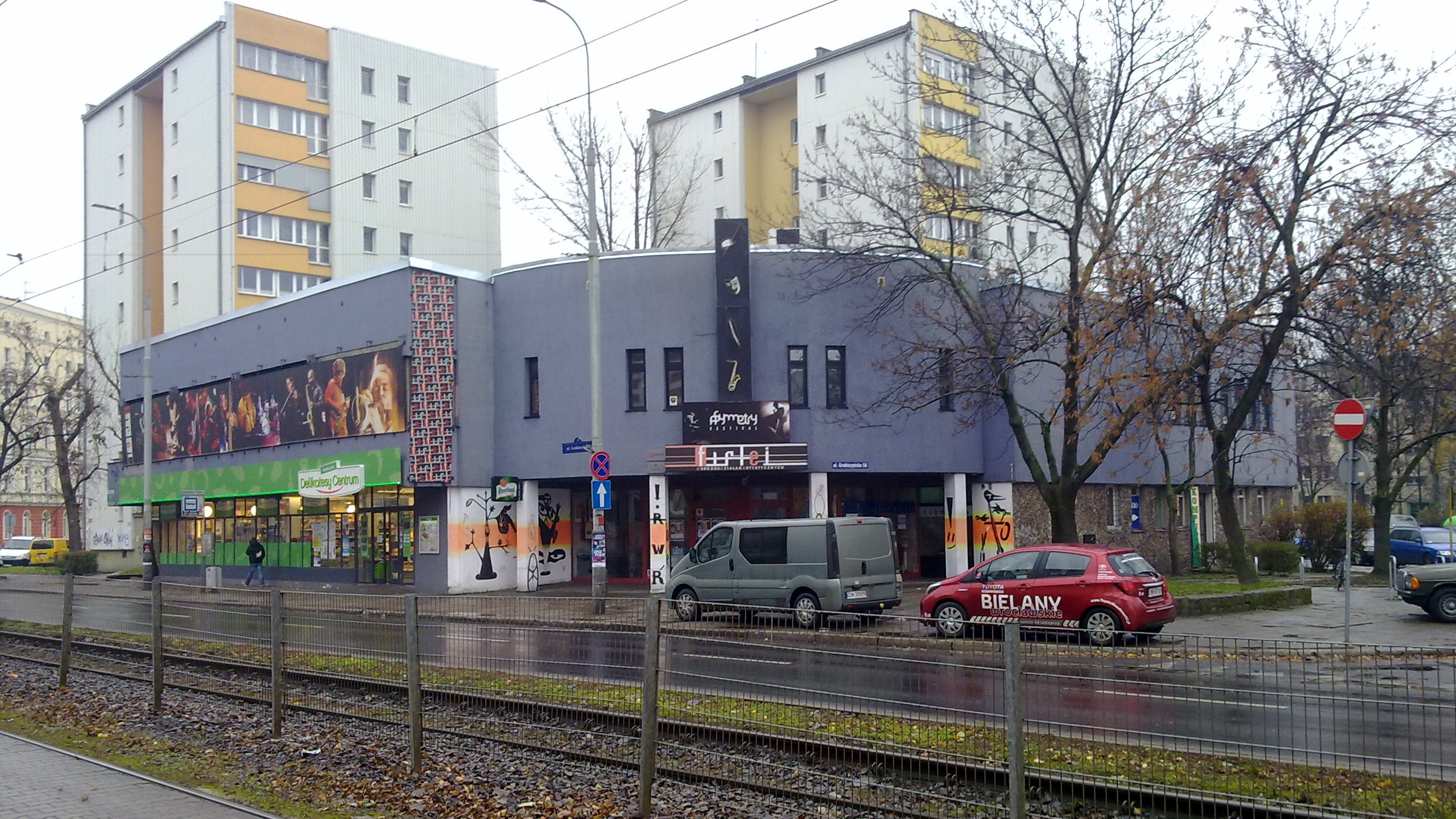
Firlej, w tle ul. Grabiszyńska 52 i 54

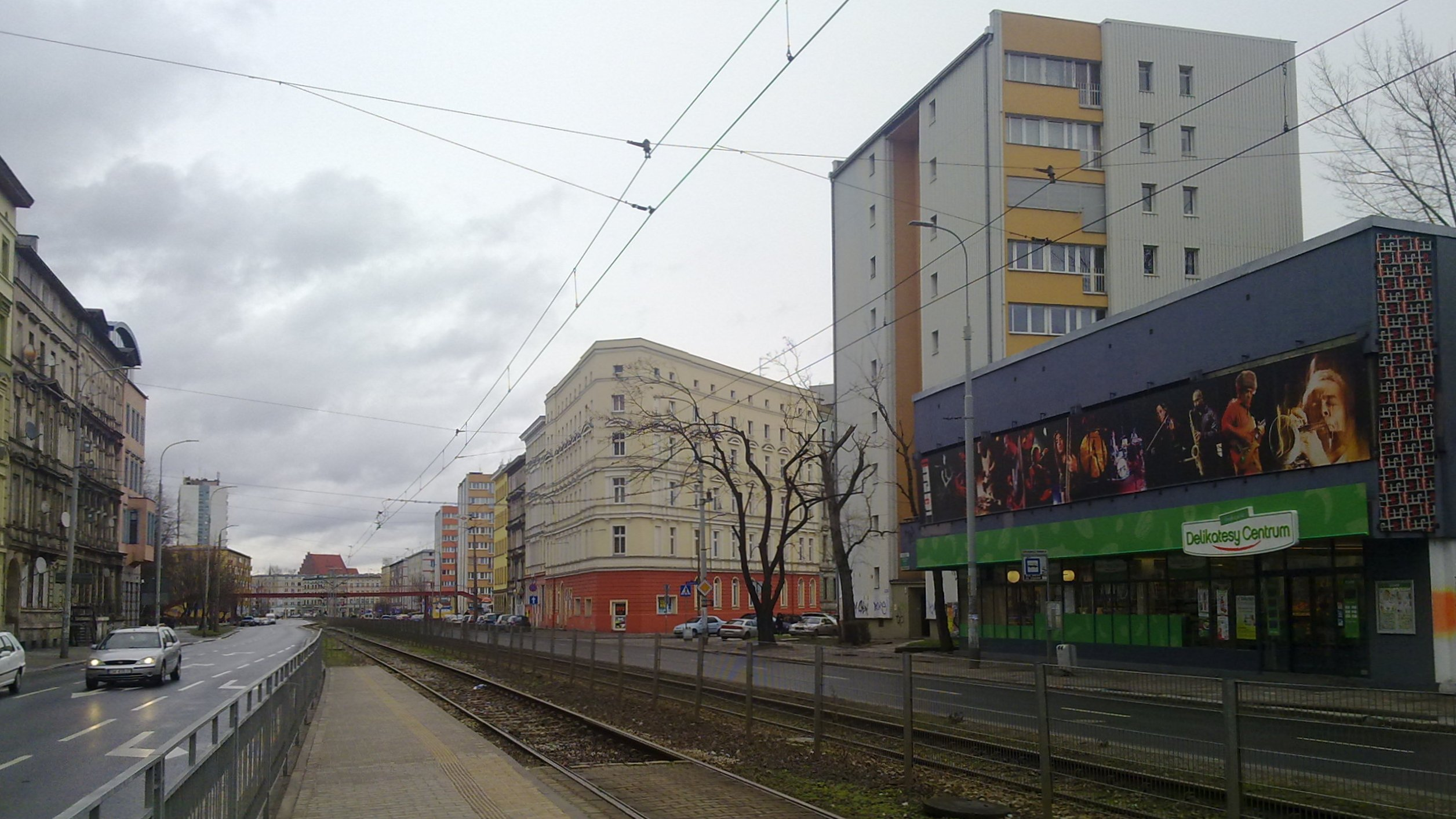
Firlej, ul. Grabiszyńska 52, w tle nr 36 i 18

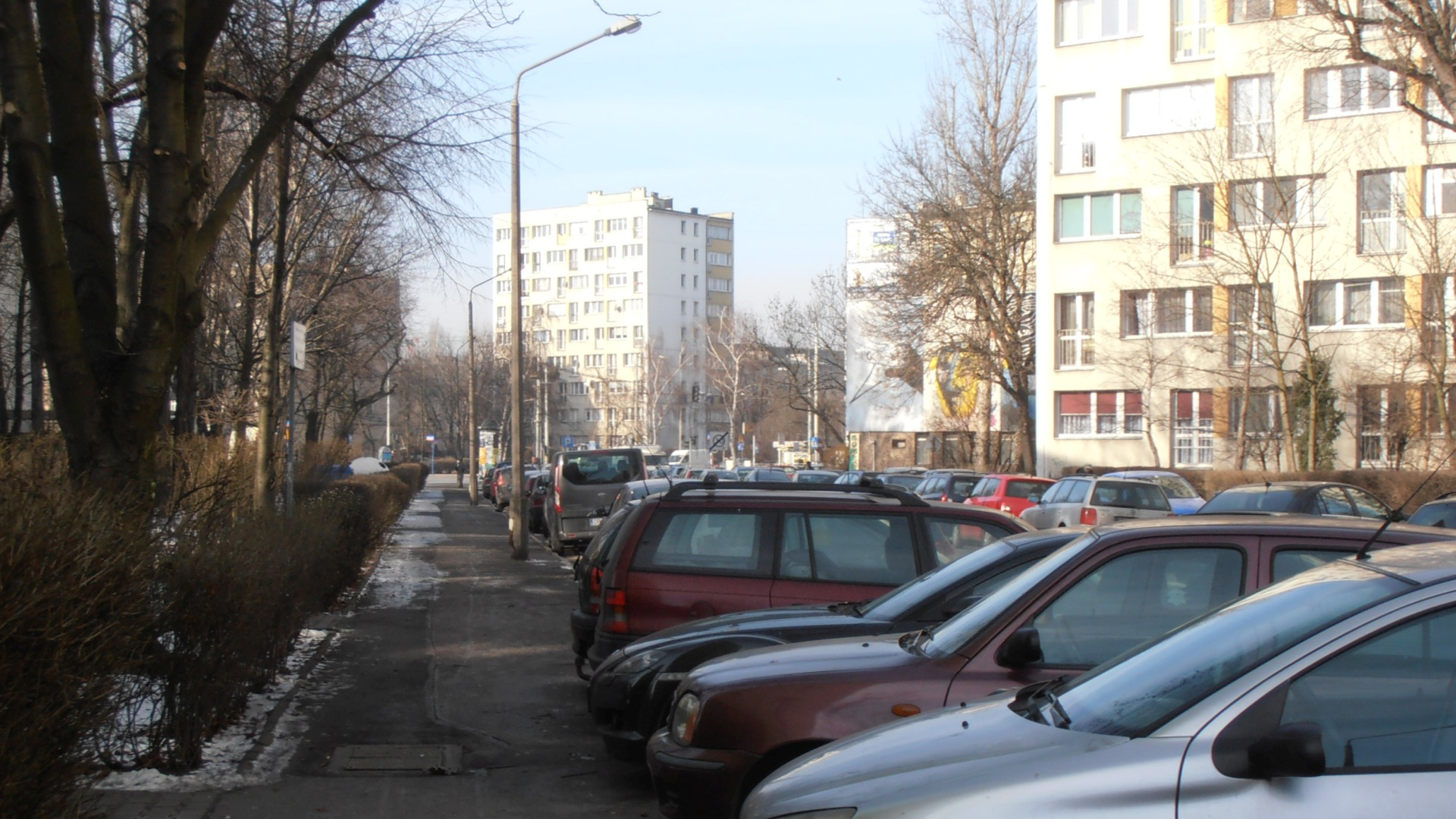
ul. Grabiszyńska 54 (po prawej), w tle ul. Szpitalna 2

Budynki mieszkalne przy ulicy Mikołaja Reja 4, 6, 8 we Wrocławiu – trzy budynki mieszkalne położone we Wrocławiu na osiedlu Plac Grunwaldzki. Są to budynki typu punktowce. Został im przypisany adres przy ulicy Mikołaja Reja, numery porządkowe 4, 6 i 8. Zostały zbudowane w 1968 r. na podstawie projektu sporządzonego przez Marię Molnicką. W plebiscycie Słowa Polskiego otrzymały one wówczas tytuł Mistera Wrocławia. Pojawiło się także w odniesieniu do tych budynków potoczne określenie „trojaczki”. Projekt budynków został wykorzystany jeszcze do budowy analogicznej zabudowy punktowej w rejonie ulicy Kolejowej i Żytniej oraz w innych lokalizacjach.

## Położenie
Budynki położone są we Wrocławiu na osiedlu Plac Grunwaldzki w południowym odcinku ulicy Mikołaja Reja, w dawnej dzielnicy Śródmieście. Część miasta, w której zostały zlokalizowane, zaliczana jest do obszarów zabudowy śródmiejskiej, z dużym stopniem wykorzystania terenu oraz z dużą gęstością zaludnienia. Charakterystycznymi cechami takiej zabudowy jest blok urbanistyczny w postaci kwartału zabudowy, z ciągłymi pierzejami wzdłuż ulic i placów. Występują tu także licznie ważne obiekty i obszary publiczne oraz komercyjne. Teren ten charakteryzuje się także wyjątkowo korzystnym lub bardzo dobrym dostępem do infrastruktury komunikacyjnej, a w pobliżu, przy ulicy Marii Skłodowskiej-Curie oraz Szczytnickiej, znajduje się przystanek tramwajowy i przystanek autobusowy dla linii komunikacyjnych w ramach wrocławskiej komunikacji miejskiej.

## Historia
Przed II wojną światową teren ten zabudowany był przede wszystkim kamienicami tworzącymi zwartą pierzeję ulicy. W wyniku działań wojennych prowadzonych podczas oblężenia Wrocławia w 1945 r. pod koniec II wojny światowej część zabudowy uległa zniszczeniu. Po uporządkowaniu ruin, a pozostawieniu nadającej się do użytkowania zabudowy przedwojennej powstały stosunkowo nieduże wolne tereny przeznaczone następnie do zabudowy. Jednym z takich obszarów był teren przy dzisiejszej ulicy Mikołaja Reja. W 1968 r. zbudowano tu zespół trzech budynków punktowych, dla których ustalono numery porządkowe odpowiednio: 4, 6 i 8 projektu Marii Molnickiej opracowanego w 1963 r. (1966 r.). Inwestorem była Dyrekcja Budowy Osiedli Robotniczych (DBOR). Pierwszy z nich należał ówcześnie do Dyrekcji Lasów Państwowych a dwa pozostałe do miasta.

## Budynki, architektura, nieruchomości
Zabudowa przy ulicy Mikołaja Reja obejmuje trzy budynki mieszkalne typu punktowce. Każdy z nich ma osiem pięter (dziewięć kondygnacji nadziemnych). Na każdej z kondygnacji powtarzalnej było po 6 mieszkań. Charakterystyczne cechy budynków widoczne są przede wszystkim na ich elewacjach, szczególnie po południowej stronie, gdzie są one uformowano płaszczyznowo w układzie przestawnym, co zostało dokonane przy użyciu okien i drzwi balkonowych (okien typu porte-fenêtre). Ponadto występuje tam silne skontrastowanie wzoru meandrowego z białym rysunkiem płaszczyzn ściennych oraz subtelna gra zastosowanych na elewacjach podstawowych barw. Efekt tej gry uzyskano dzięki użyciu bieli, czerni i czerwieni. Całość mimo płaskiej elewacji dawała efekt „labiryntu płaszczyzn”. Niestety późniejsze termomodernizacje i naprawy, dokonywane w całkowitym oderwaniu do pierwotnych założeń, zdewastowały uzyskane w pierwotnym projekcie efekty wizualne i emocjonalne kreowane przez przemyślaną kompozycję stworzoną dzięki wyobraźni przestrzennej autorki tego dzieła. Budynki zostały rozmieszczone niezależnie zarówno od historycznych linii zabudowy, jak i samej wcześniejszej zabudowy pierzejowej, w układzie diagonalnym.
| adres                 | powierzchnia zabudowy | Identyfikator EGiB G5                |
| adres                 | powierzchnia zabudowy | Identyfikator IIP PL.PZGiK.112.EGiB  |
| --------------------- | --------------------- | ------------------------------------ |
| ulica Mikołaja Reja 4 | 326 m²                | 026401_1.0005.AR_28.83/1.1_BUD       |
| ulica Mikołaja Reja 4 | 326 m²                | AC6148A4-99D9-4C27-A5BE-85435FE24794 |
| ulica Mikołaja Reja 6 | 330 m²                | 026401_1.0005.AR_28.76.1_BUD         |
| ulica Mikołaja Reja 6 | 330 m²                | 56A43CCA-319A-45E2-B610-2613253E6862 |
| ulica Mikołaja Reja 8 | 330 m²                | 026401_1.0005.AR_28.75.1_BUD         |
| ulica Mikołaja Reja 8 | 330 m²                | E2E40F13-ED57-4BE2-99A5-E9C10F72A266 |

Budynek pod numerem 4 położony jest na działce gruntu o polu powierzchni wynoszącym 1.373 m², stanowiącej współwłasność Skarbu Państwa i osób fizycznych. Natomiast budynki pod numerami 6 i 8 stanowią współwłasność osób fizycznych i gminy. Są to wydzielone nieruchomości (działki) praktycznie po obrysie budynków, otoczone działką należącą do gminy. Według Klasyfikacji Środków Trwałych wszystkie budynki zaliczone są do grupy m - budynki mieszkalne (110).

## Odbiór i opinie
Architektura budynków po ich zbudowaniu spotkała się z pozytywnymi ocenami. Między innymi w plebiscycie Słowa Polskiego z 1968 r. otrzymały one tytuł Mistera Wrocławia. W ocenach wyrażanych przez autorów różnych publikacji stosowano wobec nich między innymi takie określenie jak „efektowne”. Budynki te stanowiły pomysł ich autorki jako architekta na nowoczesny punktowiec, który spełniałby wymogi ekonomiczne, zaostrzone ówcześnie normatywy i równocześnie gwarantowałby odpowiedni poziom estetyki. Pojawiło się także ówcześnie w odniesieniu do tych budynków potoczne określenie „trojaczki”. Spotyka się jednak także opinie przeciwne, wyrażające pogląd, że tak ukształtowana nowa zabudowa z lat 60. i 70. XX wieku nie była dobrze zharmonizowana z otoczeniem, gdyż budynki usytuowano zgodnie z ówczesnymi tendencjami niezależnie zarówno od historycznej linii zabudowy, jak i samej zachowanej zabudowy. Pozytywnie natomiast pod tym kątem ocenia się zrealizowane w sąsiedztwie z lat późniejszych budynki plombowe, między innymi budynek pod numerami 2a-2f z 1992 r. projektu C. Matuszewskiego, których architektura godzi historyczną, zachowana tkankę miejską z modernistyczną zabudową trojaczków, nawiązując do obu tych odmiennych stylów i typów zabudowy. Ta zabudowa uwzględnia już historyczną linię zabudowy, ale dostosowuje się do diagonalnego kierunku ustawienia punktowców stanowiąc ważny ślad szacunku dla obu sąsiadów.

## Budynki w innych lokalizacjach
Między innymi ówczesny pozytywny odbiór architektury obiektów sprawił, że projekt tych budynków został wykorzystany ponownie i analogiczne budynki punktowe zostały zbudowane także w innych lokaliacjach Wrocławia, między innymi w rejonie ulicy Jęczmiennej, Kolejowej, Grabiszyńskiej, Szpitalnej i kardynała Stefana Wyszyńskiego. Zostały one zrealizowane między innymi przez spółdzielnię mieszkaniową Cichy Kącik.
| adres                                   | powierzchnia zabudowy | Identyfikator EGiB G5                |
| adres                                   | powierzchnia zabudowy | Identyfikator IIP PL.PZGiK.112.EGiB  |
| --------------------------------------- | --------------------- | ------------------------------------ |
| ulica Grabiszyńska 18                   | 324 m²                | 026401_1.0001.AR_31.17/11.1_BUD      |
| ulica Grabiszyńska 18                   | 324 m²                | C0CF8A05-1410-49C8-AC4F-D265C463BA6A |
| ulica Grabiszyńska 36                   | 332 m²                | 026401_1.0001.AR_31.17/4.1_BUD       |
| ulica Grabiszyńska 36                   | 332 m²                | 17A73273-AD3E-4506-B2B4-0EA74D6D24F3 |
| ulica Grabiszyńska 52                   | 336 m²                | 026401_1.0001.AR_31.7/4.1_BUD        |
| ulica Grabiszyńska 52                   | 336 m²                | 69111974-63C4-4D55-B5B9-E1B9765DDDB9 |
| ulica Grabiszyńska 54                   | 330 m²                | 026401_1.0001.AR_31.7/5.1_BUD        |
| ulica Grabiszyńska 54                   | 330 m²                | 93FBE99F-756D-4779-A347-C9CCD6C71658 |
| ulica Prosta 31                         | 323 m²                | 026401_1.0001.AR_31.17/7.1_BUD       |
| ulica Prosta 31                         | 323 m²                | F0202138-A8D7-49BE-8A64-D6C950DC8740 |
| ulica Kolejowa 22                       | 320 m²                | 026401_1.0001.AR_31.12/10.1_BUD      |
| ulica Kolejowa 22                       | 320 m²                | BD30FFA6-6F7B-4BBA-89E4-1D5EFC63FEC6 |
| ulica Kolejowa 30                       | 328 m²                | 026401_1.0001.AR_31.12/9.1_BUD       |
| ulica Kolejowa 30                       | 328 m²                | 7C1C4520-EF31-477B-B149-16246A1AFBD8 |
| ulica Szpitalna 2                       | 326 m²                | 026401_1.0001.AR_30.17/6.1_BUD       |
| ulica Szpitalna 2                       | 326 m²                | B4F9BAC6-490D-4711-B5DA-5AC782D2D1E6 |
| ulica Szpitalna 4                       | 326 m²                | 026401_1.0001.AR_30.17/4.1_BUD       |
| ulica Szpitalna 4                       | 326 m²                | 3EB9F8B5-A812-421E-A079-1A6563760D78 |
| ulica Szpitalna 6                       | 326 m²                | 026401_1.0001.AR_30.5/4.1_BUD        |
| ulica Szpitalna 6                       | 326 m²                | EF72EDEB-866B-4298-805D-93626BB5F5FE |
| ulica Bolesława Prusa 25                | 325 m²                | 026401_1.0005.AR_16.73/1.1_BUD       |
| ulica Bolesława Prusa 25                | 325 m²                | 6C166613-B5AE-43CD-BF18-0FBEF03884B8 |
| ulica kardynała Stefana Wyszyńskiego 55 | 316 m²                | 026401_1.0005.AR_16.107/3.1_BUD      |
| ulica kardynała Stefana Wyszyńskiego 55 | 316 m²                | 1C31E5ED-2C4F-4380-B0F6-B346B57C56BB |
| ulica kardynała Stefana Wyszyńskiego 59 | 318 m²                | 026401_1.0005.AR_16.107/3.2_BUD      |
| ulica kardynała Stefana Wyszyńskiego 59 | 318 m²                | DCE88CEF-6160-4C8F-A4DC-CE2E30645491 |